# Isolotto del Cappellaio
L'isolotto del Cappellaio, Clobucciar, Colobociaz, Calabuzar o Colobociar (in croato: Klobučar) è un isolotto disabitato della Dalmazia settentrionale, nel mare Adriatico, in Croazia, che fa parte delle isole Incoronate; si trova a sud dell'isola Incoronata, a sud-est di Laussa. Amministrativamente appartiene al comune di Morter-Incoronate, nella regione di Sebenico e Tenin.

## Geografia
L'isolotto, che ha un'altezza di 83 m, ha una ripida scogliera sul lato sud-ovest che si affaccia sul mare aperto, una delle più alte fra le isole Incoronate esterne. Si trova a sud di Gustaz, da cui dista circa 85 m, tra le isole di Laussa e Casella. La sua distanza dalla punta meridionale di Laussa (rt Kruzi) è di 660 m, mentre sono solo 150 i metri che lo separano da Casella. L'isolotto del Cappellaio ha una superficie di 0,116 km² e uno sviluppo costiero di 1,43 km.

### Cartografia
- (HR) Mappa topografica della Croazia 1:25000, su preglednik.arkod.hr. URL consultato il 5 ottobre 2017.
- G. Giani, Carta prospettiva delle Comuni censuarie della Dalmazia, foglio 5, 1839. Fondo Miscellanea cartografica catastale, Archivio di Stato di Trieste.
- Carta di cabottaggio del mare Adriatico, foglio VII, Milano, Istituto geografico militare, 1822-1824. URL consultato il 5 ottobre 2017 (archiviato dall'url originale il 13 aprile 2013).